# Islamischer Friedhof Altach

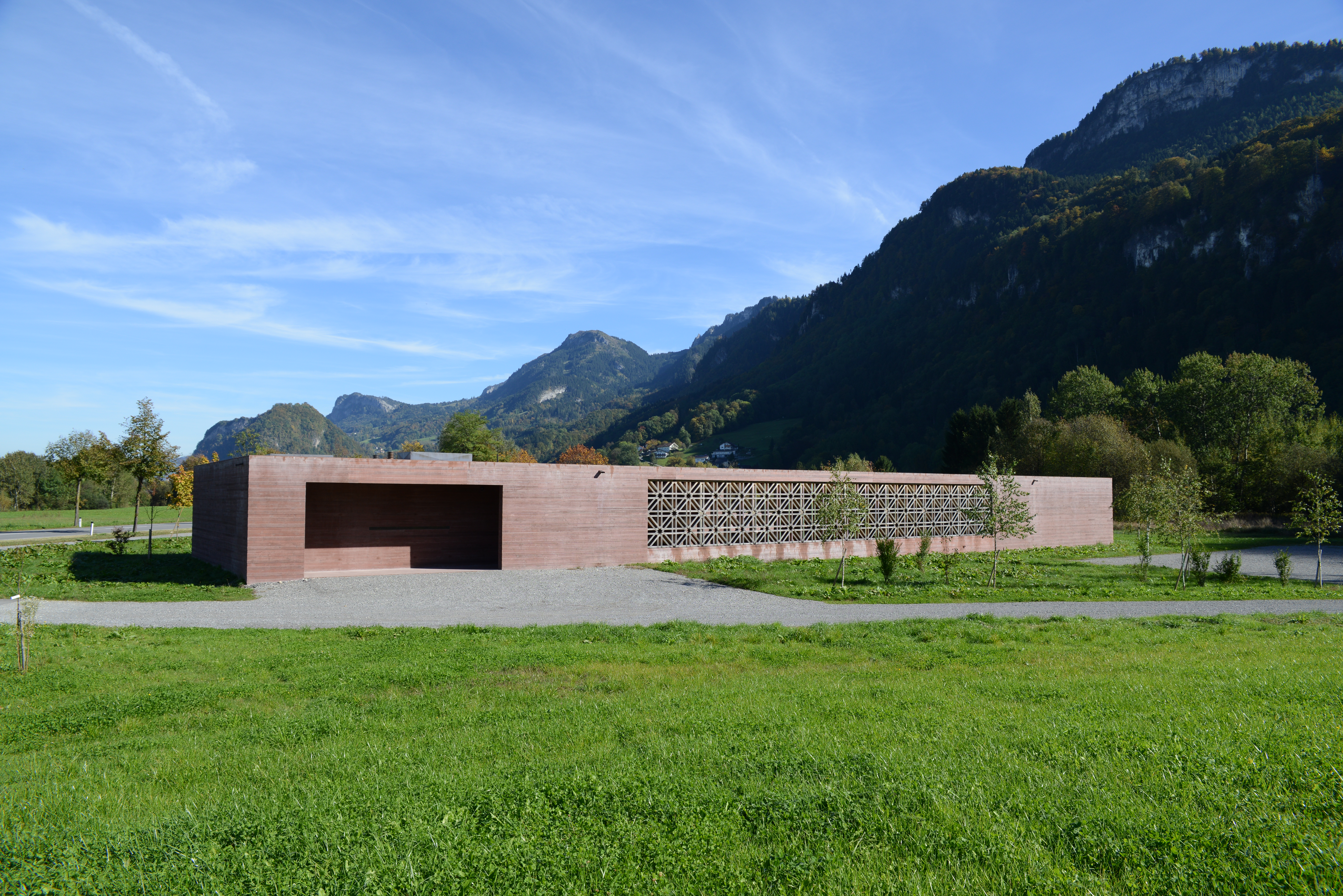
Der Islamische Friedhof Altach

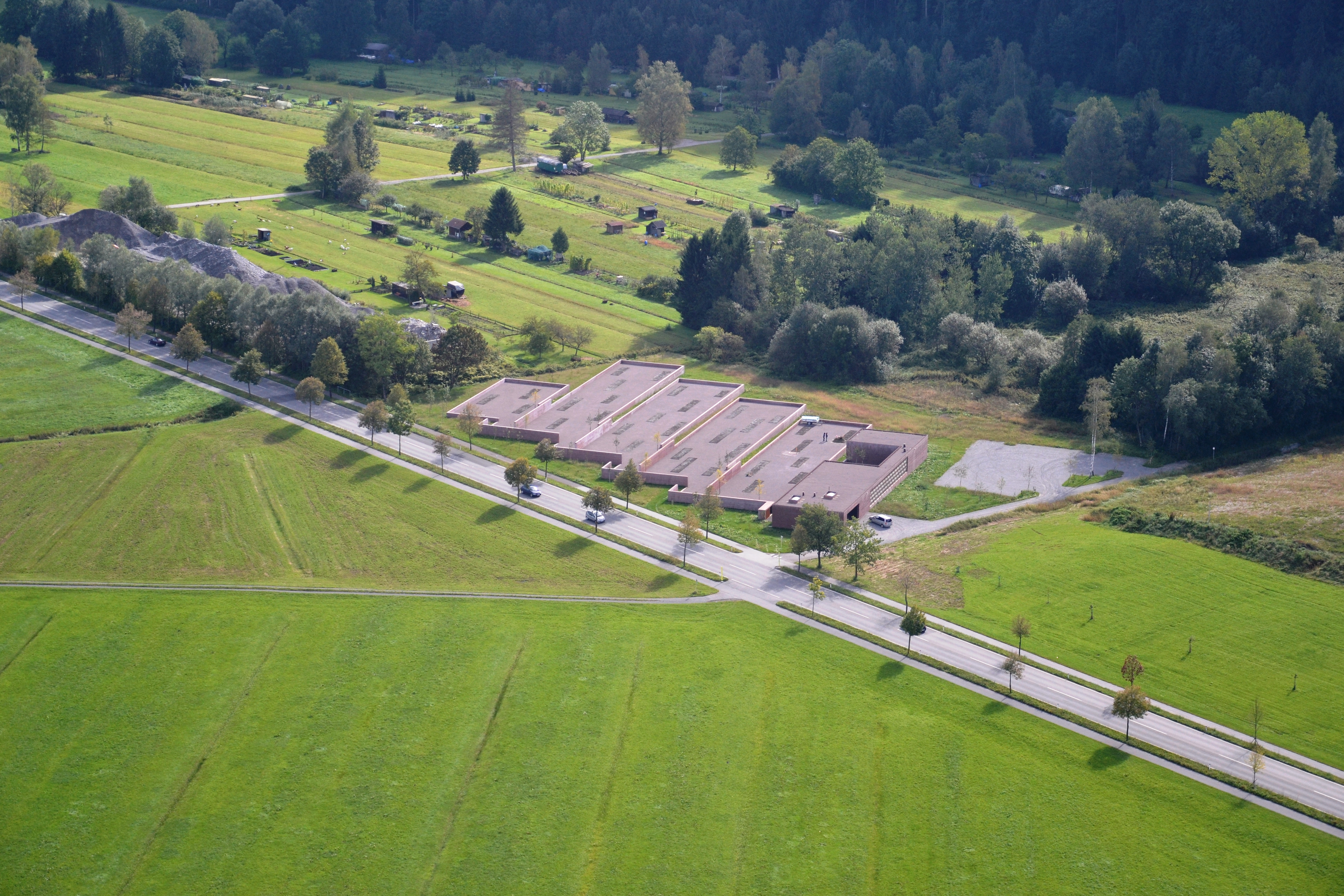
Luftaufnahme des Islamischen Friedhofs

Der Islamische Friedhof Altach ist ein unter öffentlicher Verwaltung stehender Friedhof für Religionsangehörige des Islam im österreichischen Bundesland Vorarlberg. Rechtsträger des im Jahr 2012 errichteten Friedhofs ist die Gemeinde Altach, auf deren Gemeindegebiet sich das Friedhofsgelände auch befindet. Der Islamische Friedhof bietet Platz für 700 Gräber, wobei sowohl Einzel- als auch Doppelgräber vorhanden sind.
Im Jahr 2013 wurde der vom Architekten Bernardo Bader gestaltete Islamische Friedhof mit dem Aga Khan Award for Architecture, einem bedeutenden Architekturpreis, ausgezeichnet.

## Geschichte
Die Geschichte des Islamischen Friedhofs in Altach begann im Jahr 2003, als erstmals Pläne für einen eigenen islamischen Friedhof im Bundesland Vorarlberg aufkamen. Der Islam war zu diesem Zeitpunkt bereits die zweitgrößte Religionsgemeinschaft im Bundesland und stellte rund zehn Prozent der Gesamtbevölkerung. Zudem waren etwa die Hälfte der Muslime in Vorarlberg österreichische Staatsbürger mehrheitlich türkischer Herkunft. Bis dahin wurden die meisten der in Vorarlberg verstorbenen Muslime nach ihrem Tod in die Türkei oder das jeweilige Herkunftsland zurücküberführt, um dort nach islamischen Vorschriften bestattet werden zu können.
Nachdem Anfang des Jahrtausends auch Generationen ehemaliger Zuwandererfamilien in Vorarlberg lebten, die in Österreich geboren und aufgewachsen waren und deren Verbindung zum Herkunftsland der Eltern oder Großeltern eher lose war, gründeten die islamischen Gemeinschaften des Landes 2003 zusammen die „Initiativgruppe Islamischer Friedhof“. Von 2003 bis 2004 wurde in der Folge eine Studie zum Thema „Eine Begräbnisstätte für Muslime in Vorarlberg“ von Elisabeth Dörler im Auftrag von okay.zusammen leben, einer Integrationseinrichtung des Landes Vorarlberg, erstellt.
2004 erfolgte schließlich der Antrag auf Errichtung eines Friedhofs durch die Initiativgruppe an die Vorarlberger Landesregierung. Im selben Jahr schloss sich der Vorarlberger Gemeindeverband der Forderung mit der Schaffung eines Arbeitskreises zum Thema „Eine Begräbnisstätte für Muslime in Vorarlberg“ an. In der Folge wurde ab 2006 ein Standort für den Friedhof mit einer zu diesem Zeitpunkt geplanten Kapazität von 300 Gräbern gesucht. Am 28. November 2006 beschloss die Gemeindevertretung von Altach schließlich einstimmig, dem Gemeindeverband ein Grundstück im Gemeindegebiet zum Zweck der Errichtung eines ersten, Muslimen aus allen Gemeinden offen stehenden, islamischen Friedhofs in Vorarlberg zu verkaufen. 2008 wurde das 8.500 m² große Grundstück schließlich an den Gemeindeverband veräußert, welcher es in der Folge an den von den muslimischen Gemeinschaften Vorarlbergs gegründeten „Trägerverein Islamischer Friedhof Vorarlberg“ verpachtete. 2010 übernahm jedoch die Gemeinde Altach wiederum die Trägerschaft über den Friedhof, da sich der Versuch, das Bauprojekt auf Basis eines Trägervereins zu organisieren, nicht als zielführend erwies.
Der im September 2007 nach einem eingeladenen Architektenwettbewerb mit der Planung beauftragte Architekt Bernardo Bader erarbeitete die Detailplanung, sodass 2009/10 mit dem Bau des Friedhofs begonnen und dieser am 2. Juni 2012 schließlich eröffnet werden konnte. Der Islamische Friedhof Altach ist nach dem Islamischen Friedhof Wien der zweite islamische Friedhof in Österreich. Im November 2017, etwas mehr als fünf Jahre nach Eröffnung des Friedhofs waren von den 700 möglichen Grabstellen erst 36, vornehmlich Kindergräber, belegt. Eva Grabherr von okay.zusammen leben führte diese geringe Auslastung auf die starke Heimatverbundenheit der Menschen, die ursprünglich als Arbeitsmigranten nach Vorarlberg kamen, zurück. Die Auslastung des Friedhofs stieg danach kontinuierlich an: So wurden bis zum August 2019 zwar nur 74 der insgesamt 728 Gräber belegt, davon aber alleine sieben im letzten Monat der Erhebung.

## Gestaltung und Architektur

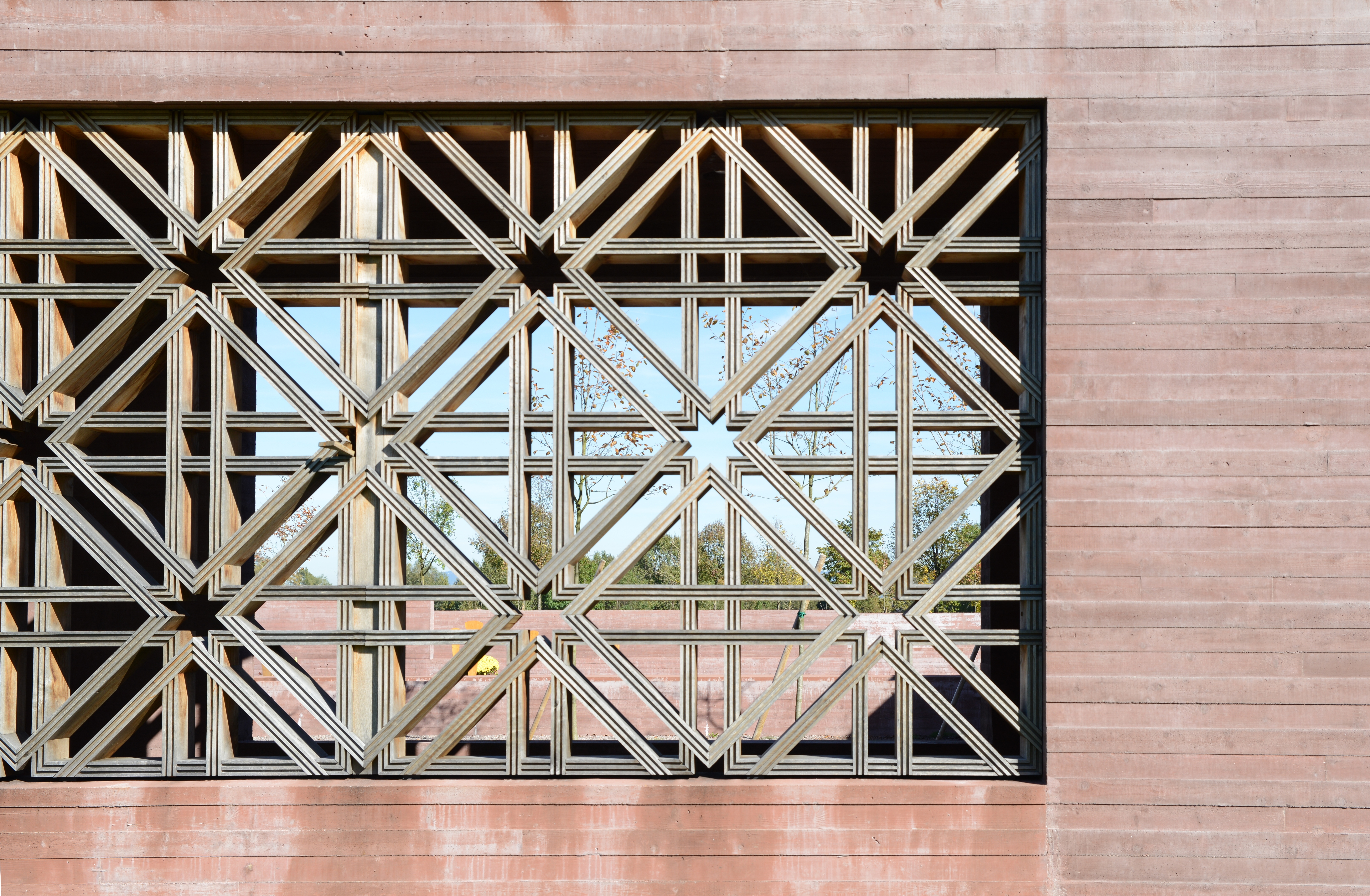
Detailansicht der Fenster

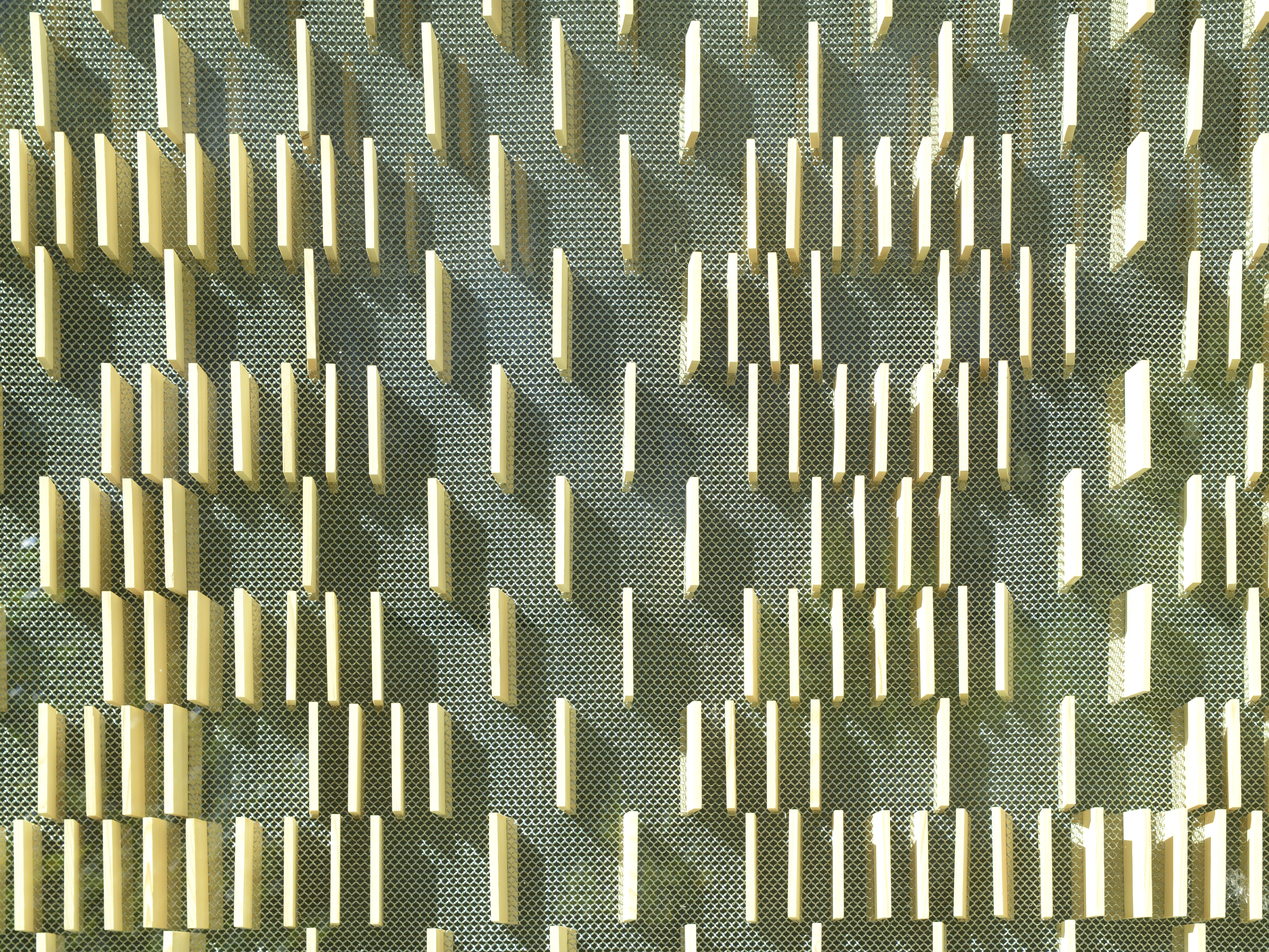
Detail des „Schindel-Mihrabs“

Der Islamische Friedhof in Altach besteht maßgeblich aus vier verschiedenen Teilen: Den Gräberfeldern, der Verabschiedungshalle, den Räumlichkeiten für die rituelle Waschung sowie einem Gebetsraum. Die fünf Gräberfelder sind fingerförmig nebeneinander angelegt und bieten Platz für bis zu 700 Gräber, wobei sowohl Einzel- als auch Doppel- und Kindergräber vorgesehen sind. Alle Gräber sind so angelegt, dass die Bestatteten den islamischen Vorschriften entsprechend auf der rechten Seite mit dem Gesicht nach Mekka beerdigt werden können. Voneinander und vom Umland abgetrennt sind die Gräberfelder durch ein niedriges Geflecht aus Mauerscheiben. Im Süden werden die Gräberfelder durch die anderen Räumlichkeiten in Form eines Kopfteils als eine Art sechster Finger begrenzt.
Dieser Kopfteil ist zu den Gräberfeldern hin geöffnet und an seiner äußeren Begrenzungsmauer mit einem Ornament des Motivs des islamischen achteckigen Sterns geschmückt. Die Außenmauern bestehen aus rötlich gefärbtem Beton. Der sich unmittelbar zum Gräberfeld hin öffnende Teil des Gebäudes beinhaltet die Verabschiedungshalle, in der sich außerdem ein Brunnen für die rituelle Gebetswaschung (Wuḍūʾ) befindet. Der Raum zur rituellen Leichenwaschung, die in erster Linie eine Pflicht naher Verwandter oder dazu beauftragter Muslime ist, befindet sich im Inneren des Gebäudes und weist keine direkten Außenwände auf. Der an der Ostseite des Gebäudes befindliche kleine Gebetsraum wurde im Inneren von der österreichischen Künstlerin Azra Akšamija gestaltet. Er wird beherrscht von der Qibla-Wand, vor der sich ein mit traditionellen Vorarlberger Holzschindeln besetzter Metallvorhang, der sogenannte „Schindel-Mihrab“, befindet. Auf Augenhöhe der Betenden in kniender Gebetsposition bilden die Schindeln des Metallvorhangs die Worte „Allah“ und „Mohammed“ in kufischer Schrift. Der Gebetsteppich, der sich über den gesamten Raum erstreckt, wurde in einer Weberei in Sarajevo handgewebt und deutet durch seinen Farbverlauf die Gebetsreihen an.